# Horasis
Horasis è un think tank internazionale indipendente, con sede a Zurigo, Svizzera. Fondato nel 2005 da Frank-Jürgen Richter, ex direttore del World Economic Forum, Horasis si dedica all'innovazione e allo sviluppo di mercati emergenti sostenibili. L'evento annuale Horasis Global Meeting a Cascais, in Portogallo, è un summit di leader aziendali, funzionari governativi, scienziati e intellettuali, incentrato su questioni sociali ed economiche.

## Attività

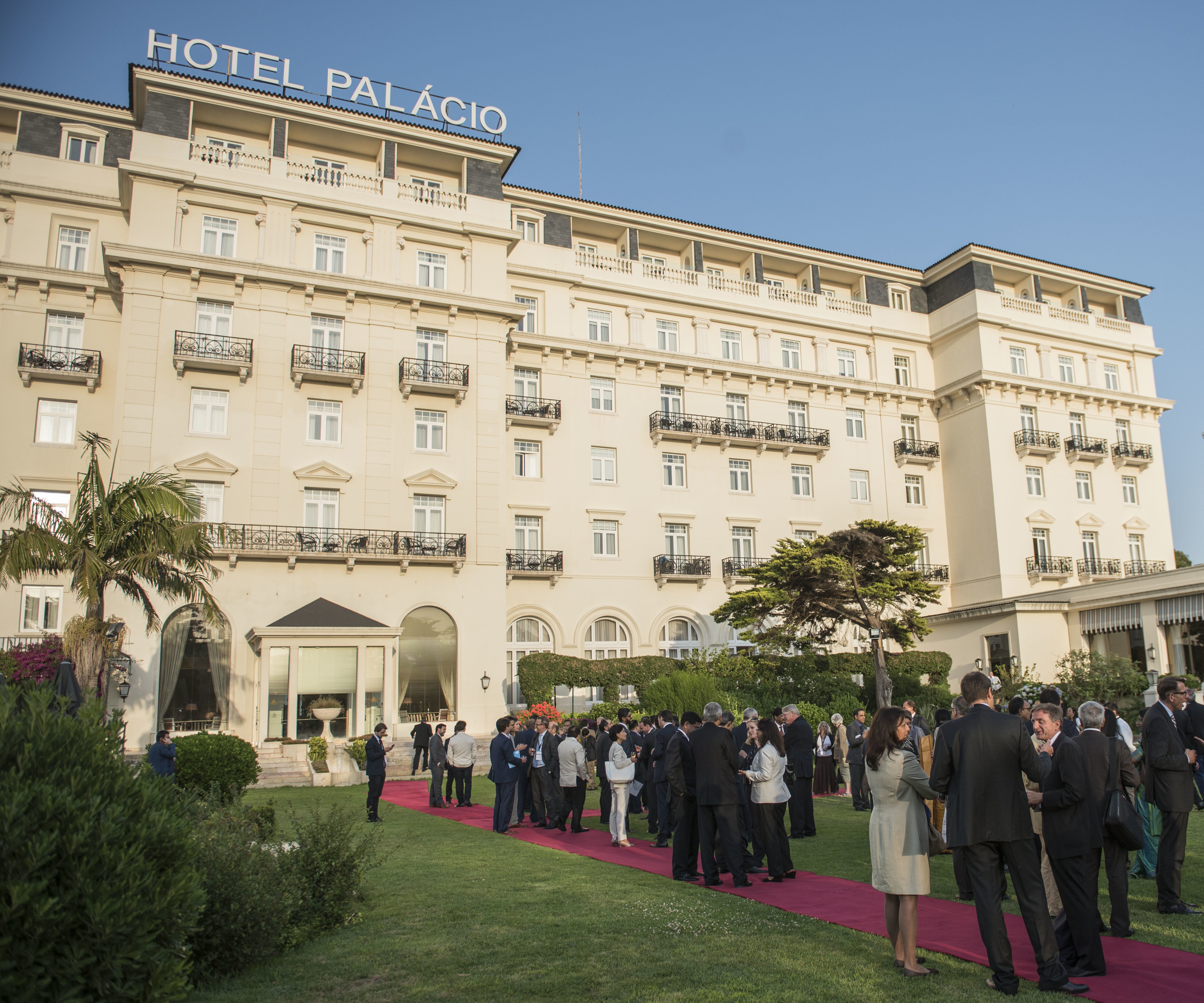
Ricevimento durante un Horasis Global Meeting, all'Hotel Palácio Estoril, a Cascais, vicino a Lisbona.

Horasis è una piattaforma per la cooperazione e la condivisione di conoscenze, in particolare tra paesi sviluppati e mercati emergenti. La comunità opera principalmente attraverso collaborazioni tra aziende, governi e organizzazioni internazionali, spesso fungendo da incubatore di nuove iniziative. Gli incontri ruotano tra i paesi che ospitano gli eventi; aziende selezionate integrano i contenuti con discorsi e presentazioni su argomenti di attualità.
Gli eventi Horasis si tengono solitamente in un paese ospitante fuori dalla posizione geografica della nazione "in oggetto". Gli eventi sono un mezzo per i paesi "in primo piano" come ospiti (Cina, India e Sud-est asiatico) per promuovere le relazioni con il mondo. Gli incontri sono anche una piattaforma per il paese ospitante per impegnarsi nel dialogo politico con i paesi ospiti.

## Global Meeting
Ogni anno, Horasis organizza il Global Meeting: un incontro di uomini d'affari, funzionari governativi, scienziati e intellettuali. Circa 500 partecipanti provenienti da 70 paesi si riuniscono annualmente per discutere questioni economiche e social. I dibattiti riguardano spesso argomenti come la crescita economica, l'innovazione, la migrazione e la disuguaglianza.
Il primo Global Meeting si è tenuto a Liverpool nel 2016, e dal 2017 si tiene ogni anno a Cascais, in Portogallo.

## Incontri regionali
Horasis organizza ogni anno l'Horasis China Meeting, l'Horasis India Meeting e l'Horasis Asia Meeting. L'Horasis China Meeting si è tenuto per la prima volta nel 2017 a Sheffield, nel Regno Unito, e ha visto la partecipazione di oltre 300 uomini d'affari cinesi, inclusi rappresentanti di società statali, fondi di investimento e società private, nonché le loro controparti britanniche. Al Horasis India Meeting partecipano centinaia di uomini d'affari e politici dall'India e da tutto il mondo. L'Horasis Asia Meeting del 2017 è stato ospitato dal governo del Bengala occidentale insieme alla Camera di commercio indiana (ICC). L'Horasis Asia Meeting 2018 e 2019 si sono tenuti a Binh Duong New City, nella provincia di Bình Dương, in Vietnam .